# Anlo Ewe (peuple)
Les Anlo Ewe sont une population maritime d'Afrique de l'Ouest vivant au Ghana, au sud de la région de la Volta, autour de la ville de Keta, et de l'autre côté de la frontière au Togo. Ils font partie du grand groupe des Ewes.

## Ethnonymie
Selon les sources et le contexte, on observe différentes formes : Ahonian, Anglo, Anhlo, Anlo.

## Langues
Ils parlent l'ano ewe, un dialecte de l'ewe.

## Histoire
L'histoire des Anlo est liée à celle de l'esclavage. Nombre de leurs ancêtres ont joué un rôle actif dans les traites négrières, d'autres en ont été les victimes.

## Culture

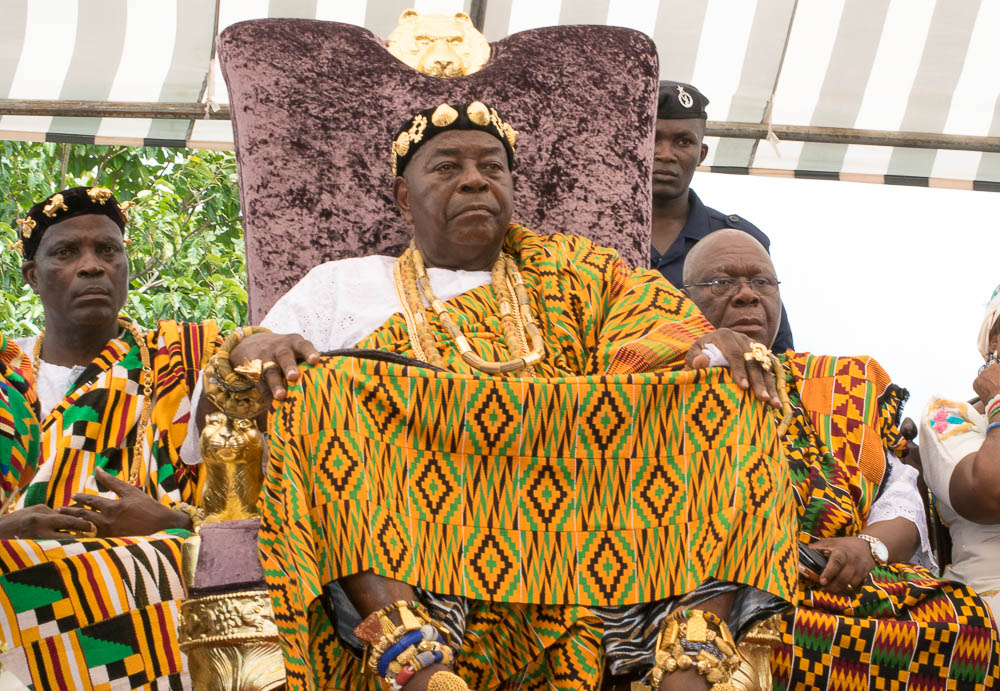
Torgbui Sri III, chef suprême des Anlo Ewe